# Paepalanthus conicus
Paepalanthus conicus är en gräsväxtart som beskrevs av Silveira. Paepalanthus conicus ingår i släktet Paepalanthus och familjen Eriocaulaceae. Inga underarter finns listade i Catalogue of Life.